# Kreacionismus

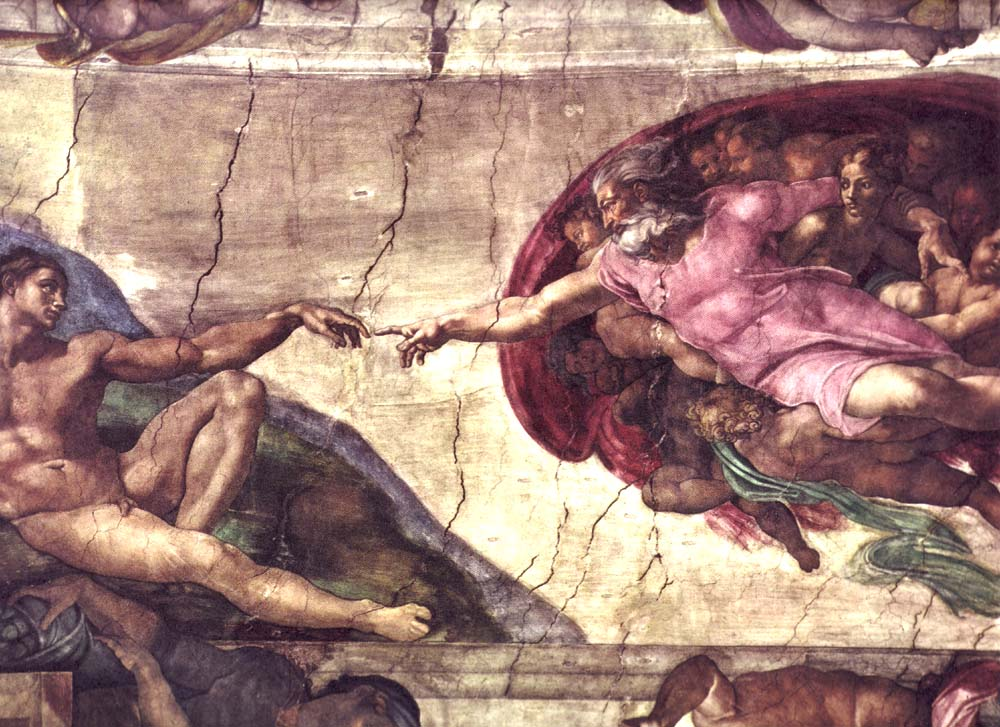
Stvoření Adama od Michelangela zobrazuje jeden ze základů kreacionismu

Kreacionismus je náboženský názor založený na Bibli, podle kterého byla příroda a vesmír stvořeny nadpřirozeným aktem popsaným v Bibli o stvoření světa. V nejširším smyslu kreacionismus zahrnuje souhrn různých názorů, které více či méně odmítají evoluci jako vysvětlení původu a vývoje přírody.
Na událost samu (tj. cílený zásah) kreacionisté nahlíží buď jako na akt stvoření ex nihilo, tedy z ničeho, anebo jako vznik pořádku, jemuž předcházel chaos, který Bůh uspořádal (Země byla pustá a prázdná a nad propastnou tůní byla tma. Gen 1:2). Ačkoli víru lze interpretovat i doslovně (tj. fyzikálními a biologickými pojmy), náboženské diskuse se většinou omezují na duchovní rozměr problému. Kreacionismus (kromě biblických kreacionistů) tedy jednoduše zdůrazňuje duchovní podstatu lidských bytostí tím, že duchovní podstatu považuje za základ celé přírody a označuje všechny ostatní úhly pohledu za materialistické, ignorující duchovní principy.
Mnozí lidé věřící v biblické stvoření světa považují toto přesvědčení za součást náboženské víry a tudíž je z jejich hlediska mimoběžné s pohledem vědeckým. Jiní prosazují názor, že vědecká pozorování jsou v souladu s ideou stvoření. Zastánci teistické evoluce považují popisované evoluční změny za projev stvořitelského díla. Mnozí věřící pod vlivem oficiálně vyučované evoluční teorie často vnímají popis stvoření v náboženských textech jen jako symbolickou výpověď, která nebyla nikdy zamýšlena jako věcný popis vzniku světa, případně jako oslavný hymnus na celé stvoření. Např. katolický kněz Marek O. Vácha ve své knize „Návrat ke stromu života" nazývá knihu Genesis „Písní o stvoření".

## Typy kreacionismu

### Biblický kreacionismus (někdy také kreacionismus mladé Země)
Biblický kreacionismus je nejstarším hnutím vědců proti evoluční teorii. Byli a jsou to vědci, kteří mají běžné světské nebo jiné univerzitní vzdělání a provádějí vědecký výzkum. Proto neargumentují jen z Bible.
Bibličtí kreacionisté rovněž popírají (na rozdíl od tzv. „teistických evolucionistů") miliardová a milionová stáří světa a přírody. V ČR se o rozšíření biblického kreacionismu zasloužil především Pavel Kábrt, který od druhé poloviny devadesátých let založil portál kreacionismus.cz, překládal odborné články ze zahraničí a dělal přednášky.
Biblický kreacionismus se v otázkách stvoření přiklání k doslovnému výkladu Písma, zejména knihy Genesis. Podle ní Bůh stvořil vesmír, Zemi a veškerý život v 6 obvyklých (24h) dnech z ničeho svým slovem. Stáří země vypočítává dle údajů uvedených v Písmu. Výpočty se různí, každopádně odhady nepřesahují 10 tisíc let.
Bůh stvořil celou biosféru ve zralém, plně funkčním stavu (s dospělými lidmi i zvířaty, dospělými stromy nesoucími ovoce, apod.) a rovněž tak hmotný vesmír (atmosféru, půdu obsahující zbytky organické hmoty bohatou na živiny, světlo hvězd dopadající na Zemi, apod.) Přičemž všichni tvorové byli na počátku stvořeni jako býložravci, jelikož v době před pádem člověka do hříchu na světě neexistovala smrt. Téměř veškeré fosílie vyhynulých zvířat vznikly dle biblických kreacionistů v důsledku biblické Noemovy Potopy.[zdroj?]
Bibličtí kreacionisté uznávají existenci určitých variací v rámci druhu. Nicméně genetické mutace (spolu s přírodním výběrem) nepovažují za schopné vytvářet nové druhy, plně však uznávají variabilitu odrůd a plemen v rámci svého rodu nebo čeledi (např. psovití, kočkovití atd.). Odmítají však tyto variace vztáhnout na makroevoluci, tedy změnu jednoho druhu na jiný.[zdroj?]

#### Stáří Země
V pohledu na stáří Země se bibličtí kreacionisté rozcházejí se současným, formálně uznávaným trendem. Tento rozpor vysvětlují nespolehlivostí radiometrických metod datovaní, předně kvůli vysokému rozptylu jejich výsledku, ale také díky nutnosti několika neověřitelných předpokladů při měření, a také z metodického hlediska. Podle jejich názoru totiž nemůžeme vědět, zda bylo tempo radioaktivního rozpadu po celou dobu vývoje Země konstantní.  Bibličtí kreacionisté tedy popírají (na rozdíl od tzv. „teistických evolucionistů") miliardová a milionová stáří světa a přírody.

### Kreacionismus staré Země
Zahrnuje širokou škálu názorů, které se shodují v tom, že připouští platnost vědeckého datování stáří Vesmíru i Země. Nicméně všechny tyto směry se vyjadřují proti platnosti moderní evoluční teorie.

#### Progresivní kreacionismus
Podle progresivních kreacionistů Bůh stvořil nové formy života postupně, v průběhu stovek miliónů let. Progresivní kreacionisté – na rozdíl od stoupenců teistické evoluce – vesměs odmítají makroevoluci, věří totiž, že je z pohledu biologických poznatků neudržitelná. Stejně tak odmítají koncept jediného společného předka.

### Inteligentní design
Kreacionismus bývá někdy směšován s hnutím inteligentního designu; podle stoupenců ID je však třeba obě koncepce odlišovat. Jejich odpůrci ale u soudu prokázali, že inteligentní design je latentní formou kreacionismu.[zdroj?]
Podle stoupenců ID vychází kreacionismus z předpokladu, že svět byl stvořen Bohem, kdežto inteligentní design pouze na základě analýzy biologických fenoménů dospívá k závěru, že tyto jevy v sobě nesou prvky účelnosti a záměru – tedy inteligence. Na otázku, kdo nebo co je nositelem této inteligence, teorie inteligentního designu záměrně neodpovídá, neboť tato otázka je svou povahou metafyzická. Inteligentní design není sekulárními vědci považován za vědu.

### Teistická evoluce
Teistická evoluce je koncept kombinující náboženskou víru v božské stvoření s moderním pojetím Darwinovy biologické evoluce. Zastánci teistické evoluce věří, že Bůh stvořil vesmír, ve kterém přirozeným způsobem probíhá biologická evoluce. Evoluce je tak vlastně nástrojem, který Bůh použil pro stvoření člověka a dalších živých bytostí. Teističtí evolucionisté se snaží uvést náboženský přístup do souladu s evoluční teorií.

## Argumenty na podporu kreacionismu
Podrobným popisem evolučních rozporů se zabývá projekt devíti vědců ze společnosti Creation Ministries International pod názvem Achillovy paty evoluce, který v osmi kapitolách rozebírá a vysvětluje fatální trhliny evoluční teorie, a to v oblastech, o kterých se tvrdí, že jsou její nejsilnější – přírodní výběr, genetika, vznik života, fosilní záznam, geologický záznam, radiometrické datování, kosmologie, etika a morálka.
Darwin také založil svoji teorii na několika přírodovědeckých omylech. Chybně si např. myslel:
- že buňka je primitivní chomáček chemikálií, který mohl vzniknout jen tak náhodně kdysi dávno v nějaké teplé kaluži vody. Ovšem jak současná biochemie ví, není tomu tak.
- že všechny vlastnosti získané během života jsou dědičné a předávají se na potomstvo. Ne, nejsou a nepředají, jak ví současná genetika.
- že nová plemena, druhy, rody, čeledi, řády, třídy a kmeny vznikají mutacemi, bojem o život a přírodním výběrem (selekcí). Toto nebylo nikdy spolehlivě prokázáno, ale díky složitému programu (genomu), o kterém Darwin neměl ani tušení, mohou vznikat rozličné variety, které však nepřekročí jisté bariéry (přibližně v mezích čeledi, tj. psovití, kočkovití atd.), jak ví současná biologie a tisíciletá chovatelsko-šlechtitelská zkušenost.
- že ontogeneze rekapituluje fylogenezi; nerekapituluje, zárodky neopakují žádná předchozí stádia, jak ví současná embryologie. Tento Haeckelův nesmysl a podvod byl vyvrácen. Lidé jsou lidé od první zygoty, od početí, lidský plod nemá žádné žaberní štěrbiny či ocásek, vizuelní podobnosti nejsou důkazem příbuznosti.
- že zkameněliny včetně množství přechodových článků, které svědčí o evoluci, se teprve najdou.

Je třeba vzít v úvahu také to, že evoluce podle názoru evolucionistů (včetně teistických) ještě stále probíhá (to ale např. biblický kreacionismus nepřipouští). Procesy, které působily v minulosti, by měly působit také nyní. Důkazem probíhající evoluce by tedy mělo být obrovské množství přechodových stádií u živých druhů, která však chybí. Evoluční biologové přesto tvrdí, že existuje celá řada takzvaných přechodných fosílií a živoucích fosílií dokládajících evoluční změny vlastnostmi přítomnými jak v původním druhu, tak v později oddělených taxonech. Dle kreacionistů však jde jen o několik exemplářů, a i ty jsou dle nich sporné.